# Eric Jonas Almquist
Eric Jonas Almquist (født 2. februar 1729, død 15. marts 1808) var en svensk teologisk forfatter. 
Kun 12 år gammel blev Almquist student ved Upsala Universitet. 61 år gammel blev han uden ansøgning professor i dogmatik i Upsala. Almquist var på én gang usædvanlig lærd og from og vakte det teologiske studium til nyt liv. Hans bøger (f.eks. Commentarius in Theses Ernesti, 1804) var endnu længe efter hans død den teologiske uddannelses grundpiller i Sverige.